# Elsa Beata Bunge
Elsa Beata Wrede (18 de abril de 1734 – 19 de enero de 1819) fue una botánica y escritora sueca.

## Biografía
Era hija de un político y noble, Fabián Wrede. En 1761, se casa con el gobernante Conde Sven Bunge. Fue una entusiasta amateur botánica y poseía grandes invernáculos conocidos por "Beateberga"; el nombre significa "La Montaña de Beata". Se hizo muy conocida como botánica y escribió la obra botánica Om vinrankors beskaffenhet efter sjelfva naturens anvisningar ("Acerca de la naturaleza de las vías por dirección de su forma") con tablas (1806), obra que le sirve para su reconocimiento como botánica.
Como persona, la Condesa Bunge lograba atención debido a su manera de vestirse como un hombre, con la excepción de una falda. Durante el reinado de Gustavo III (1771-1792), el monarca pone atención a un peculiar vestido de una mujer en la Ópera Real de Estocolmo e inquiere sobre quién era. Bunge replicó : 

"Sepa Su Majestad que soy la hija del noble Fabián Wrede y casada con el gobernante Sven Bunge."

## Literatura
- 1864. Wilhelmina Stålberg. Anteckningar om svenska qvinnor (Notas sobre una mujer sueca)

- Datos: Q3359192